# 豫母都志許賣
豫母都志許賣（ Yomotsushikome）乃《古事記》之記述，《日本書紀》則寫成泉津醜女（ Yomotsushikome）或泉津日狹女（ Yomotsuhisame），祂是日本神話裡的黃泉國的鬼女，別名有黃泉醜女等。

## 概要

### 古事記之記載
根據《古事記》上卷之記錄，伊邪那岐命砍殺燒死伊邪那美命的迦具土後，因為非常思念祂，遂追往黃泉國。在黃泉國大殿門前，伊邪那美命由殿內開門迎接，伊邪那岐命對祂說：「我的愛妻呀，我和妳創造的國土尚未完成，請跟我回去吧！」伊邪那美命答：「真是可惜呀！你不早點來，我已經吃了黃泉國烹煮的飯食。既然你特意前來找我，我也很想回去。且讓我跟黃泉神商量，在這期間不要偷看我。」伊邪那美命邊說邊走入殿內。
伊邪那美命久而未返，伊邪那岐命等得不耐煩，於是取下左髮髻插著的髮梳，折下一齒作燭火，走入殿中。但祂所看見的卻是伊邪那美命腐爛的身軀上佈滿了蛆，聲音猶如雷鳴大作，且發現頭部被大雷盤據、胸部被火雷盤據、腹部被黑雷盤據、下陰被拆雷盤據、左手被若雷盤據、右手被土雷盤據、左足被鳴雷盤據、右足被伏雷盤據，共有八雷神繞纏其屍身。
伊邪那岐命嚇得拔腿就跑，伊邪那美命怒斥：「你這樣簡直是侮辱我！」立刻派遣豫母都志許賣追捕。伊邪那岐命丟出黑御鬘變成山葡萄，趁豫母都志許賣撿食之際逃跑，卻仍被追上。再丟出右髮髻插著的髮梳，折下一齒變成竹笋，又趁豫母都志許賣撿食之際逃逸。後來伊邪那美命遣八雷神率領1千5百黃泉大軍追趕，嚇得伊邪那岐命抽出十拳劍一邊揮舞一邊逃走。但大軍仍繼續追擊，伊邪那岐命逃至黃泉比良坂，撿起三顆桃子用力丟向追兵，於是黃泉大軍停止追趕。所以伊邪那岐命對桃子說：「你們有靈性，能驅鬼避邪。往後葦原中國的芸芸眾生遇到危難時，就像剛才幫助我一樣，去幫助他們吧！」於是伊邪那岐命賜了「意富加牟豆美命」的名號給桃子。

### 日本書紀之記載
依照《日本書紀》卷第一第六種說法，伊弉諾尊追隨伊弉冉尊入於黃泉，後者曰：「我的夫君啊！你已經晚了一步，因為我已吃了黃泉國烹煮的飯食。現在是我休息的時刻，請不要看我。」可是伊弉諾尊不聽，偷偷折下櫛梳的一柱作為炬火，看到的卻是妻子屍身膿沸蟲流的駭人景象。今日世人在夜間忌諱一片之火，或者晚上丟擲櫛梳，便是這個道理。伊弉諾尊大吃一驚後說：「我再也不想到這個汙穢之國了。」於是急忙逃回。伊弉冉尊恨曰：「你所說的話使我感到恥辱。」遂遣泉津醜女八人（又云泉津日狹女）追趕。伊弉諾尊一面拔出劍揮舞一面逃跑，又丟出黑鬘化作葡萄。醜女撿食後繼續追，伊弉諾尊投出湯津爪櫛化作筍，醜女撿食後仍追趕，且伊弉冉尊也追上來了。另有一說，伊弉諾尊向大樹撒尿，此卽化成巨川。泉津日狹女渡過河水時，伊弉諾尊已至泉津平坂。故伊弉諾尊便以千人所引之磐石阻塞其坂路，並與伊弉冉尊相向而立，遂建絶妻之誓。

## 解說
名字裡的「醜（（日語）シコ）」具有「頑強的」、「汙穢」之意，這一點從豫母都志許賣對伊邪那岐命一直窮追不捨可以看出。

## 內部連結
- 伊奘諾尊
- 伊奘冉尊
- 八雷神
- 天之尾羽張